# Orden Heydar Aliyev
La orden Heydar Aliyev (en azerí "Heydər Əliyev" ordeni) - es la orden suprema más alta de la República de Azerbaiyán, junto con la Orden Istiglal.

## Estatus
La orden fue establecido por la ley Nº896 de 22 de abril de 2005, como el premio de la República de Azerbaiyán. La orden Heydar Aliyev es dada por contribuciones especiales en la prosperidad, grandeza y gloria de Azerbaiyán, por la valentía y mérito, demostrados en la Defensa de la Pátria y intereses estatales azerbaiyanos.
La orden Heydar Aliyev es dada a los ciudadanos extranjeros por sus méritos destacados ante Azerbaiyán; méritos especiales en la aplicación las ideas azerbaiyanas, el fortalecimiento de la solidaridad de los azerbaiyanos del mundo; por méritos especiales en el establecimiento de las relaciones políticas, económicas, científicas y culturales entre Azerbaiyán con otros países.

## Descripción
El completo de la orden  Heydar Aliyev consiste en la insignia, su cadena y la estrella. La estrella y la insignia con la cadena Heydar Aliyev puede ser con espadas y sin espadas. La estrella de la insignia de ocho puntas y de plata está destinada para llevar en el pecho. Los extremos de la estrella están en forma de pétalos de flores. La distancia entre los extremos opuestos de la estrella es 82 mm. Sobre la estrella está una placa redonda de superficie ondulada.

En caso de la estrella con espadas, esta placa, pasando por los cuatro ángulos de la estrella, está clavada sobre dos espadas cruzadas. Las espadas son de plata y baňadas en oro. Cada espada tiene 82 mm de largo y 4 mm de ancho. En las empuñaduras de cada una de las espadas hay un diamante. En el centro de la placa redonda con la superficie ondulada que se encuentra encima de un medallón redondo está un bajo relieve de Heydar Aliyev. La placa está hecha de oro de 750. 

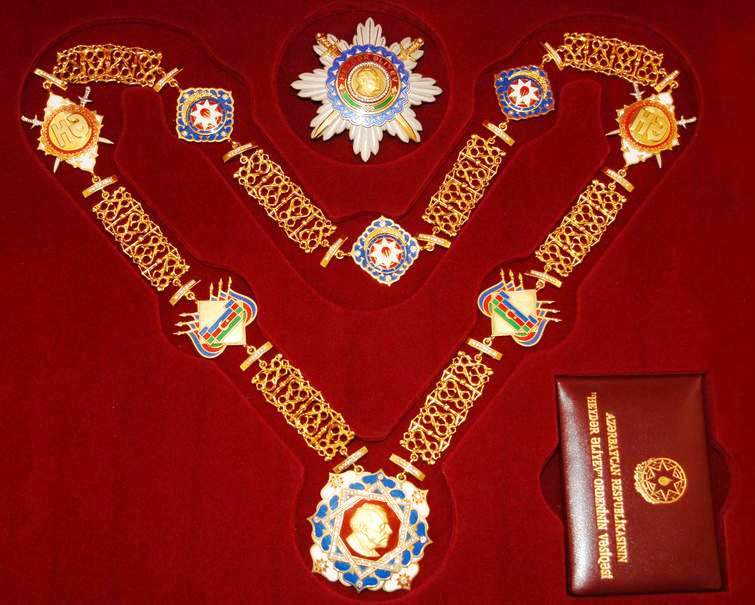
Completo del orden Heydar Aliyev

El medallón está rodeado por un anillo interior con cuarenta y dos diamantes sobre el mismo. La parte superior del anillo central está cubierto con esmalte rojo y allí está grabado en letras de oro Heydar Aliyev. La parte inferior está decorada con un ornamento rombos y tres piedras de diamantes, entre ellos - dos franjas curvas cubiertas de esmalte verde. El anillo central está rodeado por el anillo exterior de superficie ondulada de color azul. En el anillo exterior hay un ornamento engravado de triángulos. Dentro de los triángulos están veinte diamantes. Insignia de Heydar Aliyev, que se lleva en el cuello y cuelga en el pecho, consiste en una base rectangular cubierta de esmalte blanco y ornamento. El ornamento son unas estrellas cubiertas de esmalte rojo y en los centros de las estrellas están piedras de diamante. La base es un rectángulo recubierto con esmalte azul y ornamento.
En cada una de las cuatro esquinas del ornamento está un diamante. La base y el ornamento son de plata y baňados en oro. En el medio de la insignia está una placa de oro 750. La placa está cubierta de esmalte de color rojo oscuro. En el medio de esta placa relieve de Heydar Aliyev hecho de oro 750. El relieve está rodeado por una figura geométrica regular compuesta de dos cuadrados sobrepuestos y cruzados. En la superficie de los cuadrados están ciento doce diamantes. El bastidor está hecho de plata y baňado en oro. La insignia es 67 mm de alta y 67 mm de ancha.
La cadena de la insignia consiste en quince elementos colocados en un orden determinado. Los elementos son: a la derecha, a la izquierda y también en la parte superior de la cadena hay dos placas decorativas, cubiertas con esmalte azul, rojo y verde. En el centro de las placas están las banderas nacionales la República de Azerbaiyán; a la derecha, a la izquierda de la cadena hay dos placas adornas rectangulares, cubiertas de esmalte blanco. En el centro está un medallón redondo rodeado de adornos, cubierto de esmalte rojo. En el medio del medallón está el monograma con las iniciales de Heydar Aliyev. En caso de la insignia con la espada, debajo del medallón  hay dos espadas cruzadas de plata; en ambos lados de la cadena, así como en la parte superior hay tres placas cumbiertas con esmalte azul, rojo y verde, con el escudo nacional de la República de Azerbaiyán. estos elementos se conectan a las placas, decoradas con 112 diamantes (6 placas con 7 diamantes en cada uno) y forman a una cadena ancha. La superficie del inverso de la insignia es lisa y tiene el número de la insignia grabado en el medio. Para prender a la ropa hay un elemento correspondiente.

## Destinatarios
1. Azerbaiyán - İlham Aliyev - (Presidente de la República de Azrbaiyán) - 28 de abril de 2005[3]
2. Turquía - İhsan Doğramacı - (Médico turco, figuro público) - 29 de abril de 2005[4]
3. Francia - Jacques Chirac - (Presidente de Francia) - 29 de enero de 2007[5]
4. Rusia - Mstislav Rostropóvich - (Violonchelista y director de orquesta ruso) - 27 de marzo de 2007
5. Ucrania - Viktor Yushchenko - (Presidente de Ucrania) - 22 de mayo de 2008[6]
6. Azerbaiyán - Tahir Salahov - (Pintor y dibujante azerbaiyano) 27 de noviembre de 2008[7]
7. Lech Kaczyński y İlham Aliyev  Kuwait - Yaber Al-Ahmad Al-Yaber Al-Sabah - (Emir de Kuwait) - 14 de junio de 2009

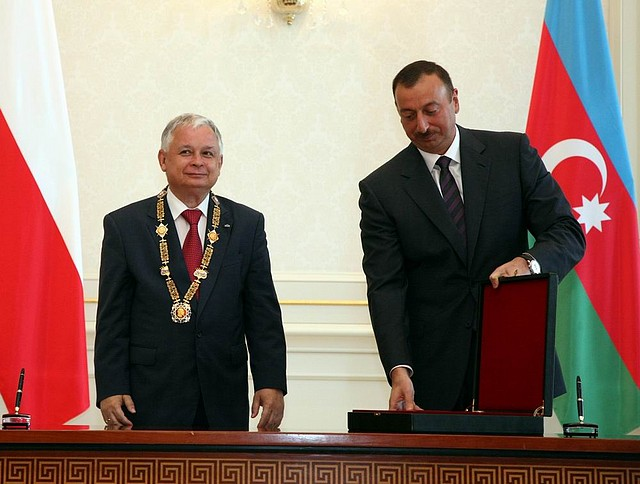
Lech Kaczyński y İlham Aliyev

8. Polonia - Lech Kaczyński - (Presidente de Polonia) - 2 de julio de 2009[8]
9. Letonia - Valdis Zatlers - (Presidente de Letonia) - 10 de agosto de 2009[9]
10. Rumania - Traian Băsescu - (Presidente de Rumania) - 18 de abril de 2011[10]
11. Bulgaria - Gueorgui Parvanov - (Presidente de Bulgaria) - 14 de noviembre de 2011[11]
12. Tayikistán - Emomalii Rahmon - (Presidente de Tayikistán) - 11 de julio de 2012[12]
13. Azerbaiyán - Arif Malikov - (Compositor soviético e azerbaiyano) - 13 de septiembre de 2013[13]
14. Turquía - Abdullah Gül - (Presidente de Turquía) - 12 de noviembre de 2013[14]
15. Ucrania - Viktor Yanukñovich - (Presidente de Ucrania) - 17 de noviembre de 2013[15]
16. Turquía - Recep Tayyip Erdoğan - (Presidente de Turquía) - 3 de septiembre de 2014[16]
17. Azerbaiyán - Mehriban Aliyeva - (Presidente del Comité Organizador de los Primeros Juegos Europeos de Bakú) - 29 de junio de 2015[17]
18. Bielorrusia - Alexander Lukashenko - (Presidente de Bielorrusia) - 28 de noviembre de 2016[18]
19. Azerbaiyán - Zeynab Khanlarova - (Artista del pueblo de la URSS y Azerbaiyán) - 26 de diciembre de 2016[19]
20. Kazajistán - Nursultán Nazarbayev - (Presidente de Kazajistán) - 3 de abril de 2017[20]
21. Azerbaiyán - Omar Eldarov - (Escultor y rector de la Académia estatal azerbaiyano de los artes) - 19 de diciembre de 2017[21]
22. Azerbaiyán - Allahshukur Pashazade - el presidente de la Oficina de Musulmanes Caucásicos - el 26 de agosto de 2019[22]
23. Azerbaiyán - Khoshbakht Yusifzadeh - el primer vicepresidente de SOCAR - el 13 de enero de 2020[23]
24. Azerbaiyán - Polad Bülbüloğlu - político y diplomático de Azerbaiyán - el 3 de febrero de 2020[24]